# Circondario di Yélimané
Il circondario di Yélimané è un circondario del Mali facente parte della regione di Kayes. Il capoluogo è Guidimé.

## Geografia antropica

### Suddivisioni amministrative
Il circondario di Yélimané è suddiviso in 12 comuni:
- Diafounou Diongaga
- Diafounou Gory
- Fanga
- Gory
- Guidimé
- Kirané Kaniaga
- Konsiga
- Kremis
- Marékaffo
- Soumpou
- Toya
- Tringa